# Whitman (cràter)
Whitman és un cràter d'impacte en el planeta Mercuri de 64 km de diàmetre. Porta el nom del poeta estatunidenc Walt Whitman (1819-1892), i el seu nom va ser aprovat per la Unió Astronòmica Internacional el 1985.